# Vuelta a Murcia 2014
La 33º edición de la Vuelta a Murcia (oficialmente: Vuelta Ciclista a Murcia), se disputó el sábado 1 de marzo de 2014 por un circuito por la región de Murcia con inicio en Beniel y final en el Castillo de Lorca, sobre un trazado de 190,8 km.
La prueba perteneció al UCI Europe Tour 2013-2014 de los Circuitos Continentales UCI, dentro de la categoría 1.1
Participaron 12 equipos. El único equipo español de categoría UCI ProTeam, Movistar Team; y el único de categoría Profesional Continental, Caja Rural; y 2 de categoría Continental, Euskadi y Burgos-BH; y la selección española élite y sub-23. En cuanto a la representación extranjera, estuvieron 8 equipos: los Profesionales Continentales del Cofidis, Solutions Crédits, Team NetApp-Endura y CCC Polsat Polkowice y los continentales ActiveJet Team, Team Ecuador, Keith Mobel-Partizan y Louletano-Dunas Douradas.
El ganador final fue Alejandro Valverde. Le acompañaron en el podio Tiago Machado y Davide Rebellin, respectivamente.

## Clasificación final
| \| Posición \| Ciclista \| Equipo \| Tiempo \| \| -------- \| ------------------ \| -------------------------- \| --------------- \| \| 1.º \| Alejandro Valverde \| Movistar \| 5 h 06 min 53 s \| \| 2.º \| Tiago Machado \| NetApp-Endura \| a 3 s \| \| 3.º \| Davide Rebellin \| CCC Polsat Polkowice \| m.t. \| \| 4.º \| Luis Ángel Maté \| Cofidis, Solutions Crédits \| a 5 s \| \| 5.º \| José Joaquín Rojas \| Movistar \| a 7 s \| \| 6.º \| Rubén Fernández \| Caja Rural-Seguros RGA \| m.t. \| \| 7.º \| José Mendes \| NetApp-Endura \| a 9 s \| \| 8. \| David Arroyo \| Caja Rural-Seguros RGA \| m.t. \| \| 9.º \| Miguel Mínguez \| Euskadi \| m.t. \| \| 10. \| Daniel Navarro \| Cofidis, Solutions Crédits \| m.t. \| |                    |                            |                 |
| Posición | Ciclista           | Equipo                     | Tiempo          |
| 1.º | Alejandro Valverde | Movistar                   | 5 h 06 min 53 s |
| 2.º | Tiago Machado      | NetApp-Endura              | a 3 s           |
| 3.º | Davide Rebellin    | CCC Polsat Polkowice       | m.t.            |
| 4.º | Luis Ángel Maté    | Cofidis, Solutions Crédits | a 5 s           |
| 5.º | José Joaquín Rojas | Movistar                   | a 7 s           |
| 6.º | Rubén Fernández    | Caja Rural-Seguros RGA     | m.t.            |
| 7.º | José Mendes        | NetApp-Endura              | a 9 s           |
| 8. | David Arroyo       | Caja Rural-Seguros RGA     | m.t.            |
| 9.º | Miguel Mínguez     | Euskadi                    | m.t.            |
| 10. | Daniel Navarro     | Cofidis, Solutions Crédits | m.t.            |